# Ingólfur Arnarson

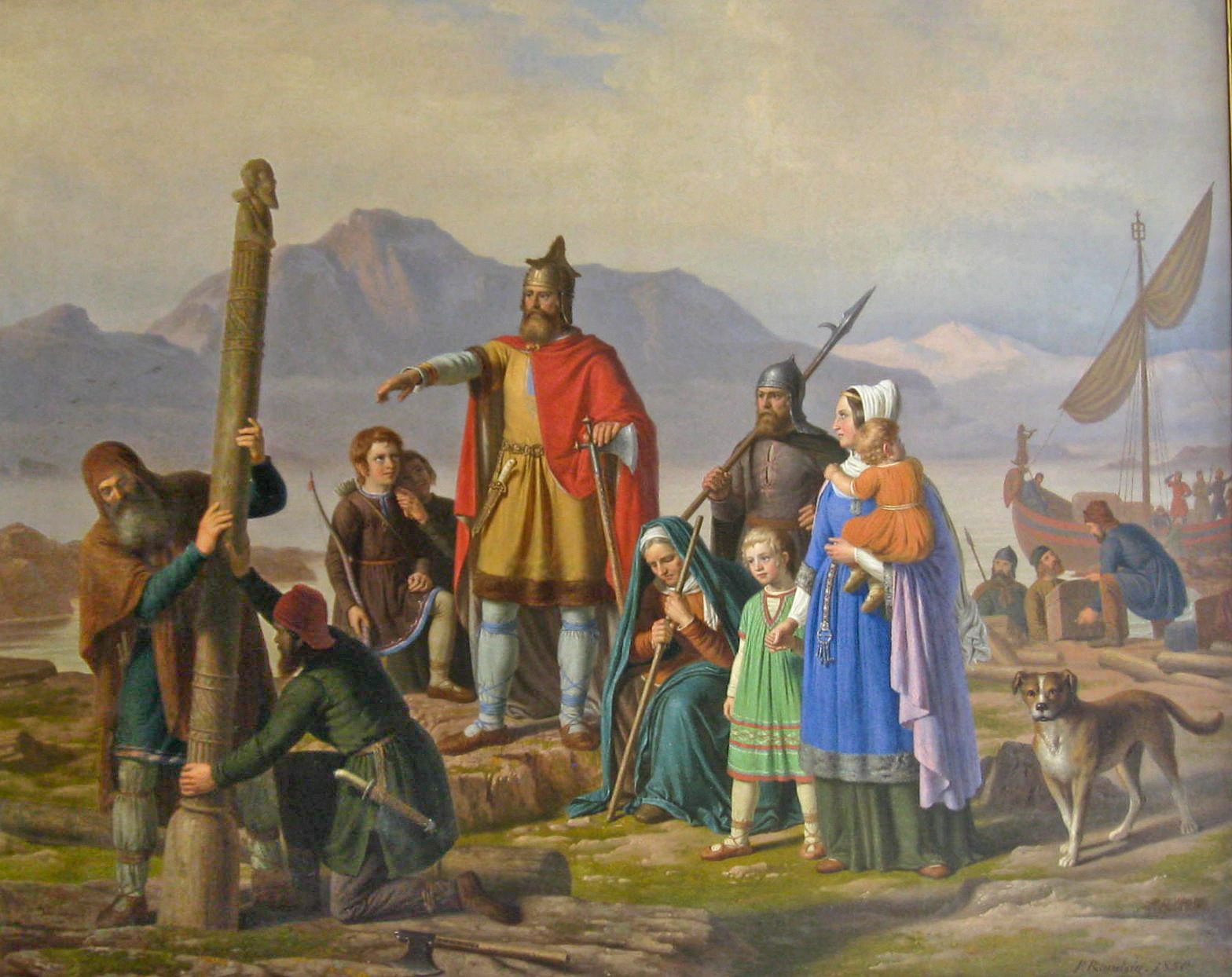
Ingólfur felállíttatja magas székének oszlopait – Johan Peter Raadsig 19. századi dán festő romantikus ábrázolása

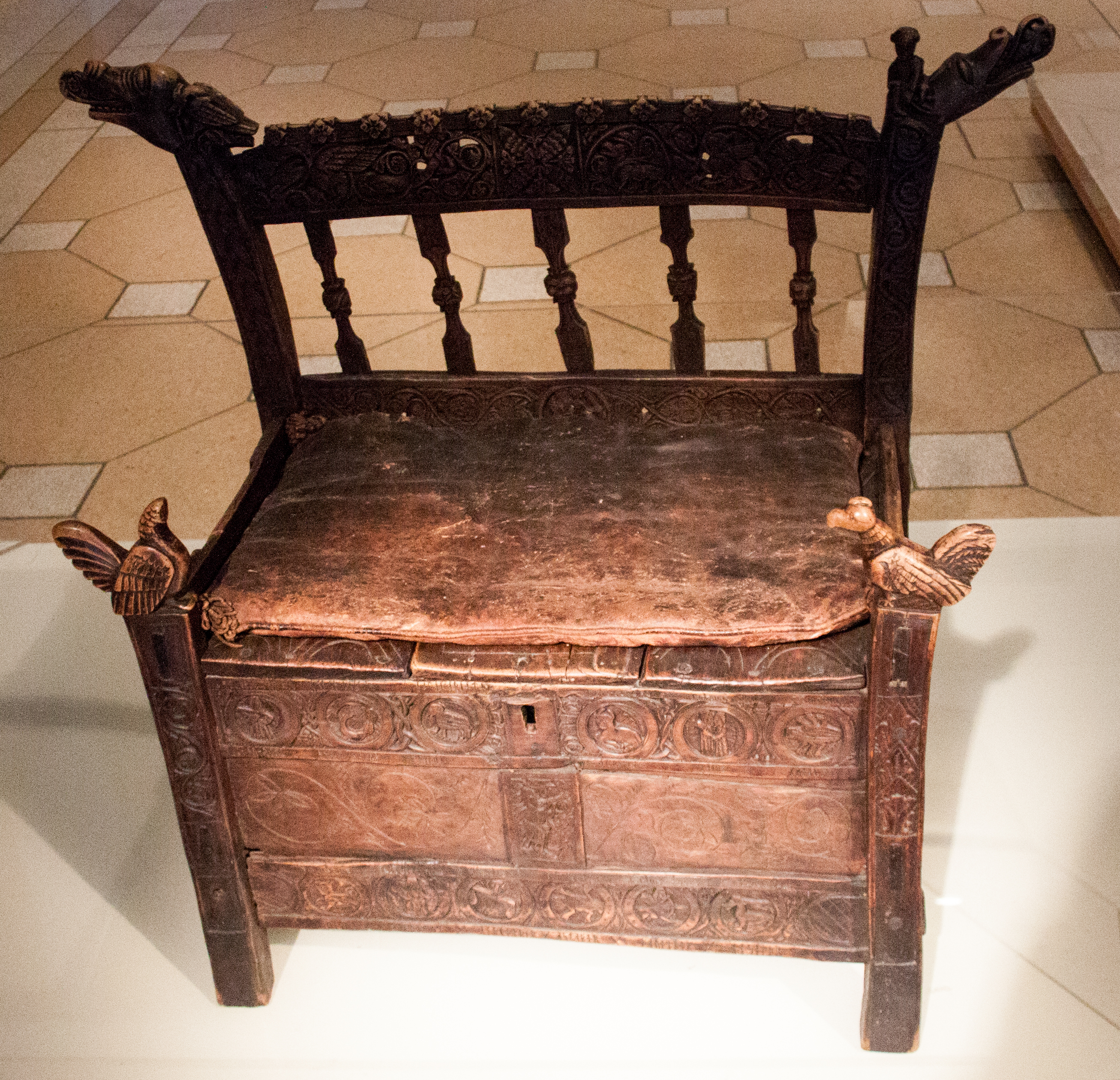
Tekintélyes izlandi személyiség széke a 16. századból. Ezen is látható a két sárkányfejes hátsó oszlop

Ingólfur Arnarson (régi izlandi helyesírással Ingólfr) a 870 körül az izlandi honfoglalás vezető alakja, feleségével, Hallveiggel az izlandi történetírás a sziget első skandináv telepeseiként tartja számon őket. Történetét a Landnámabók írja le. Eszerint 874-ben telepedett le a mai Reykjavík helyén épült gazdaságában, aminek ő adta a Reykjavík („füstös öböl”) nevet is. Friss régészeti leletek  is alátámasztották ezt azzal, hogy az eseményekre minden bizonnyal néhány évvel korábban került sor.

## Neve
Neve, az Ingólf az ugyancsak germán eredetű Adolf megfelelője, és ahhoz hasonlóan nemes farkast jelent.

## Története
Ingólfur és fogadott testvére, jóbarátja, Hjörleifur Hróðmarsson viking kalandozásokban gazdagodtak meg. Norvégiába hazatérve viszályba keveredtek egy szomszédos jarl (feudális rang, a grófnak felel meg) fiaival, és kettőt megöltek közülük. A jarl váltságdíjul összes földjüket magának követelte, ezért el kellett hagyniuk Norvégiát.
Ingólfur hallomásból ismerte Naddoddur, Gardar Svavarsson és Hrafna-Flóki Vilgerðarson beszámolóit izlandi útjaikról, és Hjörleifurral arra gondoltak, hogy ott telepednek le. Felderítő utat is tettek, és meg voltak elégedve a látottakkal. Norvégiába visszatérve minden vagyonukkal, családjaikkal és kíséretükkel, rabszolgáikkal, háztartásukkal hajókra szálltak és elhajóztak Izlandra. Ingólfur erősen hitt az óskandináv istenekben, és tőlük várt útmutatást letelepedéséhez. A parthoz közeledve díszes trónszékének faragott oszlopait a tengerbe vetette, hogy azok jelöljék meg majd a számára a letelepedésre alkalmas helyet.
Partraszállása után először a róla lenevezett Ingólfshöfðinél telepedett le, a mai Skaftafell Nemzeti Park közelében. Hjörleifur tovább hajózott, és a Hjörleifshöfdinek nevezett helyen ütött tanyát, a mai Vík í Mýrdal település közelében.
A következő tavasszal Hjörleifur megparancsolta ír származású rabszolgáinak, hogy szántsanak fel egy területet és vessenek gabonát. Ők azonban fellázadtak, megölték urukat és kíséretét, és az asszonyaikat elrabolva a közeli, azóta Vestmannaeyjarnak nevezett szigetekre menekültek.
Amikor Ingólfur látogatóba érkezett, felfedezte a bűntényt és bosszút esküdött. Megkereste a tetteseket, megölte őket és kiszabadította az asszonyokat, köztük nővérét, Hjörleifur feleségét. Ezután áthelyezte háztartását Hjörleifshöfdibe, ahol egy évet töltött. Közben folyamatosan kerestette a tengerbe vetett oszlopokat. Harmadik évében Ingólfsfell hegye alatt építtetett házat, a mai Selfoss város vidékén.
A következő nyáron rabszolgái megtalálták a partra vetett székoszlopokat egy még nyugatabbra fekvő kis öbölben. Ingólfur annyira megörült a hírnek, hogy felszabadította őket. Biztos volt benne, hogy az istenek jelölték ki számára ezt a helyet, és itt építtette fel végleges tanyáját, azon a helyen, amit a hőforrásokból felszálló gőz miatt Reykjavíknak, füstös öbölnek nevezett el.
Ingólfur itt hatalmas területet vett birtokba, nyugaton Hvalfjördurtól a keleti oldalon az Ölfusá folyóig. Ezt egymaga természetesen nem is tudta használni, ezért az utána nagy hullámokban érkező bevándorlók egy része között osztotta ki. Így ő lett az első goði. Családja a későbbiekben is vezető szerepet játszott. Az ő reykjavíki letelepedésétől, amit hagyományosan 874-re tettek, számolják az izlandi honfoglalást. A 2000-es években Reykjavík területén folytatott ásatások azonban kimutatták, hogy már néhány évvel korábban megtelepedtek ott a bevándorlók. Feltárták egy későbbi hagyományos izlandi lakóépület alapjait is, ami jó eséllyel Ingólfur Arnarson fiának, Þorsteinn Ingólfssonnak a lakhelye lehetett. Ő már országrész-gyűlést alapított, az ő fia, Þorkell pedig már az Alþingi törvénymondója volt a 10. század vége felé. Þorkell, fia Þormodur pedig az „allherjargoði”, azaz a rangban első goði – főleg ceremoniális jelentőségű – címét viselte 1000 körül, a kereszténység felvételekor.